# 6964 Kunihiko
6964 Kunihiko (1990 TL1) là một tiểu hành tinh vành đai chính được phát hiện ngày 15 tháng 10 năm 1990 bởi K. Endate và K. Watanabe ở Kitami.